# Eutimio el Grande
Eutimio (377- 20 de enero de 473), a menudo llamado Eutimio el Grande, fue abad en Palestina. Venerado como santo en la Iglesia católica y la Iglesia ortodoxa.

## Biografía
Eutimio nació en Melitene en Armenia Menor. La tradición cristiana establece que sus padres habían rezado por un hijo en la iglesia de San Polieucto. Fue educado por el obispo Otreius de Melitene, que más tarde le ordenó sacerdote y lo puso a cargo de todos los monasterios de la diócesis de Melitene. Cerca de los treinta años de edad inició secretamente una peregrinación a Jerusalén y se mantuvo por algún tiempo en una cueva cerca de un asentamiento monacal en una «laura» llamada Pharan, a unas seis millas al este de Jerusalén.
En 411, se retiró al desierto con Teoctisto, un compañero ermitaño, y vivió en una caverna en las orillas de un torrente. Cuando muchos discípulos se reunieron alrededor de ellos convirtieron la caverna en una iglesia y construyeron un monasterio a cargo de Teoctito. Eutimio, a pesar de conservar su estilo de vida solitario, le dio la dirección a los demás.
Una cura milagrosa que se cree que Eutimio efectuó en Terebon, el hijo del jefe sarraceno Aspebeto, extendió la fama del santo ermitaño mucho más allá de los confines de Palestina. Aspebeto después fue ordenado sacerdote y nombrado obispo de su tribu, en cuya representación asistió al Concilio de Éfeso en 431.
Cuando las noticias de este milagro hicieron que el nombre de Eutimio se hiciera famoso en toda Palestina y grandes multitudes vinieron a visitarlo en su soledad, se retiró con su discípulo Domiciano al desierto de Ruba, cerca del mar Muerto, y vivió por algún tiempo en una remota montaña llamada Marda, desde donde posteriormente se retiró al desierto de Zipho (la antigua Engaddi). Cuando las multitudes lo siguieron a este lugar también, regresó a la zona del monasterio de Teoctisto, donde tomó posesión de su morada en una cueva. 
Cada domingo se acercaba al monasterio para tomar parte en los servicios divinos. Finalmente y ya que numerosos discípulos le buscaban como su guía espiritual, fundó en 420, al lado derecho del camino de Jerusalén a Jericó, una laura similar a la de Pharan y que, tras su muerte, acabaría siendo conocida como Laura de San Eutimio. La iglesia relacionada con esta Laura fue consagrada en 428 por Juvenal, el primer patriarca de Jerusalén. Cuando el Cuarto Sínodo Ecuménico de Calcedonia (451) condenó los errores de Eutiques y Dióscoro, fue en gran medida debido a la autoridad de Eutimio que la mayoría de los monjes orientales aceptaron sus decretos. La emperatriz Eudoxia se convirtió al catolicismo a través de sus esfuerzos.